# Quercus pachucana
Quercus pachucana là một loài thực vật có hoa trong họ Cử. Loài này được Zav.-Cháv. mô tả khoa học đầu tiên năm 2000.